# Ladies of the Chorus
 Ladies of the Chorus é um filme americano de 1948, do gênero musical, lançado pela Columbia Pictures, dirigido por Phil Karlson, estrelado por Marilyn Monroe.
O roteiro, escrito por Harry Sauber e Joseph Carole, foi baseado em uma história de Harry Sauber e conta a história de uma dançarina que se apaixona por um homem rico. Este romance balança a relação da moça com sua mãe, uma vez que esta se preocupa com a diferença de classe entre os dois, e se pergunta se sua filha será feliz.[carece de fontes?]
O filme mostra Marilyn Monroe em seu primeiro papel principal. Nele, Marilyn canta "Every Baby Needs a Da Da Daddy" e "Anyone Can See I Love You." Mas o filme não foi um sucesso, e o contrato de Monroe com a Columbia Pictures não foi renovado.[carece de fontes?]

## Enredo
Peggy Martin (Marilyn Monroe) e sua mãe Mae Adele Jergens) ambas trabalham como coristas de burlesco. Após a estrela Bubbles LaRue pedir demissão, Joe, o gerente de palco, pede a Mae que faça um número especial, mas Mae secretamente arranja para que Peggy faça o número no seu lugar, e sua performance é tão boa que lhe é dado o posto de estrela.
Uma noite, Randy Carroll (Rand Brooks), membro de uma abonada família da sociedade, em Cleveland, Ohio, é trazido por amigos a uma apresentação e fica completamente apaixonado por Peggy. Ao saber que Peggy geralmente não sai para encontros porque sua mãe desaprova, Randy adota uma estratégia sutil. Toda noite, ele envia orquídeas a Peggy, mas não assina o cartão. Curiosa sobre seu admirador secreto, Peggy vai para à florista para descobrir sua identidade. Quando a florista diz a ela que o homem deve chegar a qualquer momento, Peggy espera por ele. Depois que eles finalmente se encontram, Randy convida Peggy para jantar e ela aceita, mas primeiro ela o convida para conhecer sua mãe. Randy fica chocado ao saber que Mae também é dançarina, mas ele educadamente a convida para se juntar a eles para o jantar. Mae declina, mas aguarda ansiosamente que Peggy volte para casa. Naquela noite, uma eufórica Peggy conta a Mae que Randy a pediu em casamento.
No dia seguinte, quando Randy pede a Mae seu consentimento, ela alerta que há uma diferença de classe entre ele e Peggy. Em resposta à indiferença de Randy, Mae conta-lhe a história de seu casamento com um socialite Boston, o pai de Peggy. Após seu casamento, ela explica, a família de seu marido ficou horrorizada ao saber como ela ganhava sua vida e ela teve seu casamento anulado. Randy protesta que as pessoas são mais mente aberta agora do que eram em sua época, e Mae concorda com o casamento, desde que Randy conte à sua mãe sobre a profissão de Peggy de antemão.
Randy, entãao, tenta contar à sua mãe Adele (Nana Bryant) sobre Peggy, mas amarela. Adele, no entanto, fica deleitada que Randy tenha se apaixonou e convida Mae e Peggy para uma visita. Adele planeja uma festa de noivado de luxo para todos os seus amigos. Antes da festa, o velho amigo de Mae, Billy Mackay (Eddie Garr), um aposentado cômico de burlesco, se junta a eles. O trio de músicos que Adele contratou para entreter reconhece Peggy e pedi-lhe para cantar. Os convidados da festa ficam escandalizados, e Peggy e Mae decidem ir para casa. A Sra. Carroll as impede, pois, ela declara, se fugirem, só vai piorar as coisas. Adele pede então a Billy para ajudá-la a cantar alguma coisa.
No fim, ela revela aos seus chocados amigos que ela também fora uma corista. Mais tarde, ela secretamente admite a Mae e Billy que inventou essa história para deixar Peggy e Randy felizes. Ela, então, sugere que é hora de Mae se casar com seu velho amigo Billy, que a ama há anos.

## Elenco
- Adele Jergens como Mae Martin
- Marilyn Monroe como Peggy Martin
- Rand Brooks como Randy Carroll
- Nana Bryant como Sra. Adele Carroll
- Robert Clarke como Sam Ferdesson
- Eddie Garr como Billy Mackay
- Steven Geray como Salisbury
- The Bobby True Trio como Trio Musical

## Recepção
Em sua crítica para Classic Film and Television, Michael E. Grost  disse que é um "musical de baixo orçamento com personagens estranhamente simpáticos". No Dennis Schwartz Movie Reviews, Dennis Schwartz avaliou com um "C-" dizendo que é "de interesse apenas para os fãs de Marilyn".

## Canções
Todas as quatro canções presentes no filme foram escritas por Lester Lee e Allan Roberts.[carece de fontes?]
| Canção                           | Ator(es)                                                                         |
| -------------------------------- | -------------------------------------------------------------------------------- |
| "Every Baby Needs a Da Da Daddy" | Marilyn Monroe                                                                   |
| "I'm So Crazy for You"           | Adele Jergens (dublada por Virginia Rees)                                        |
| "The Ladies of the Chorus"       | Marilyn Monroe, Adele Jergens e outros (Adele Jergens dublada por Virginia Rees) |
| "You're Never Too Old"           | Nana Bryant                                                                      |